# Halsey (Oregon)
Pour les articles homonymes, voir Halsey (homonymie).
Halsey est une ville américaine située dans l'État de l'Oregon et dans le comté de Linn.

## Démographie
Au recensement de 2010, sa population était de 904 habitants dont 305 ménages et 244 familles résidentes. La densité de population était de 623,3 hab/km2
La répartition ethnique était de 94,4 % d'Euro-Américains et 5,6 % d'autres races.
En 2000, le revenu moyen par habitant était de 16 933 dollars avec 4,6 % vivant sous le seuil de pauvreté.

## Source
- (en) Cet article est partiellement ou en totalité issu de l’article de Wikipédia en anglais intitulé « Halsey, Oregon » (voir la liste des auteurs).